# Natação nos Jogos Pan-Americanos de 2007 - Revezamento 4x100 m medley feminino
O evento do revezamento 4x100 m medley feminino nos Jogos Pan-Americanos de 2007 foi realizado no Rio de Janeiro, Brasil, com a final realizada em 22 de julho de 2007.

## Medalhistas
| Ouro   | USA [[[Julia Smit]] Michelle McKeehan Kathleen Hersey Maritza Correia          |
| Prata  | CAN Liz Wycliffe Annamay Pierse Stephanie Horner Chanelle Charron-Watson       |
| Bronze | BAH Alana Dillette Alicia Lightbourne Arianna Vanderpool-Wallace Nikia Deveaux |

## Resultados

### Final
| Posição | País               | Nadadores | Tempo   | Nota                                                |
| ------- | ------------------ | --- | ------- | --------------------------------------------------- |
| 1       | USA Estados Unidos | Julia Smit (1:01.94) Michelle McKeehan (1:08.59) Kathleen Hersey (58.57) Maritza Correia (55.50)                 | 4:04.60 | CR                                                  |
| 2       | CAN Canadá         | Liz Wycliffe (1:02.35) Annamay Pierse (1:08.35) Stephanie Horner (1:00.99) Chanelle Charron-Watson (56.16)       | 4:07.85 |                                                     |
| 3       | BAH Bahamas        | Alana Dillette (1:04.16) Alicia Lightbourne (1:12.86) Arianna Vanderpool-Wallace (1:03.69) Nikia Deveaux (58.26) | 4:18.97 |                                                     |
| 4       | VEN Venezuela      | Erin Volcán (1:05.98) Daniela Victoria (1:13.67) María Rodríguez (1:04.48) Arlene Semeco (57.01)                 | 4:21.14 |                                                     |
| 5       | PER Peru           | Slavica Pavic (1:10.62) Valeria Silva (1:16.50) María Torres (1:12.00) Massie Carrillo (1:01.87)                 | 4:40.99 |                                                     |
| 6       | HON Honduras       | Laura Páz (1:13.13) Karen Poujol (1:21.75) Sharon Fajardo (1:06.59) Laura Leiva (1:04.91)                        | 4:46.38 |                                                     |
| --      | MEX México         | Fernanda González (1:05.04) Adriana Marmolejo (1:13.19) Alma Arciniega (1:04.32) Liliana Ibañez                  | DQ      |                                                     |
| --      | BRA Brasil         | Fabíola Molina (1:01.98) Tatiane Sakemi (1:12.26) Daiene Dias (1:00.18) Rebeca Gusmão (54.85)                    | 4:09.27 | Resultado anulado Ver Rebeca Gusmão para explicação |

### Preliminares
As eliminatórias foram realizadas em 20 de julho.
| Posição | País               | Nadadores | Tempo   | Nota |
| ------- | ------------------ | --- | ------- | ---- |
| 1       | CAN Canadá         | Caitilin Meredith (1:03.63) Jillian Tyler (1:10.74) Stephanie Horner (1:01.86) Elizabeth Collins (55.99)         | 4:12.22 | Q    |
| 2       | USA Estados Unidos | Brielle White (1:02.60) Michelle McKeehan (1:11.10) Kathleen Hersey (1:00.58) Maritza Correia (58.34)            | 4:12.62 | Q    |
| 3       | BAH Bahamas        | Alana Dillette (1:05.67) Alicia Lightbourne (1:15.33) Arianna Vanderpool-Wallace (1:04.09) Nikia Deveaux (58.61) | 4:23.70 | Q    |
| 4       | BRA Brasil         | Fernanda Alvarenga (1:08.18) Mariana Katsuno (1:13.99) Gabriella Silva (1:01.22) Flávia Delaroli (1:01.85)       | 4:25.24 | Q    |
| 5       | VEN Venezuela      | Jeserick Pinto (1:08.78) Gloria González (1:16.13) Andreina Pinto (1:06.72) Ximena Vilar (1:01.06)               | 4:32.69 | Q    |
| 6       | MEX México         | Fernanda González (1:05.22) Adriana Marmolejo (1:25.58) Alma Arciniega (1:05.53) Sandra Alanis (1:00.54)         | 4:36.87 | Q    |
| 7       | PER Peru           | Slavica Pavic (1:11.21) Valeria Silva (1:17.92) María Torres (1:10.49) Massie Carrillo (1:03.24)                 | 4:42.86 | Q    |
| 8       | HON Honduras       | Laura Páz (1:14.89) Karen Poujol (1:23.58) Sharon Fajardo (1:08.05) Laura Leiva (1:05.22)                        | 4:51.74 | Q    |
| 9       | ARG Argentina      | - | DNS     |      |